# Taal (Film)
Taal (Hindi ताल) ist ein Hindi-Film des indischen Regisseurs Subhash Ghai und ein typischer Vertreter des Bollywood-Kinos der 1990er Jahre – ein „Masala-Movie“ mit den klassischen Zutaten: Schöne Frauen, markige Helden, schwungvolle Musik, überbordende Tanzszenen, ausgefeilte Choreographie, Superstars, eine unglückliche Liebe – aber mit Happy End, ein Paar, das über Klassen- und Familienschranken hinweggeht, Streit und Versöhnung zwischen Vätern und Söhnen/Töchtern, ein Kampf um die Familienehre – und ein Schurke mit goldenem Herzen.

## Handlung
Manav trifft Mansi: Der Industriellensohn Manav Mehta (Akshay Khanna) kehrt aus London zurück zu seinem Vater Jagmohan (Amrish Puri), der zurzeit auf Geschäftsreise durch die Provinz ist. Er trifft auf Mansi (Aishwarya Rai) und verliebt sich in sie. Mansi ist die Tochter des Musikers Tara Babu (Alok Nath). Sein Vater wiederum hofiert Mansis Vater: der Geschäftsmann Jaghoman will die Verbindungen des Musikers zum örtlichen Bürgermeister nutzen. So weit, so gut: Manav gelingt es, Mansis Herz zu erobern – auch wenn sie beide wissen, dass ihre Familien aufgrund des Standesunterschieds Widerstand leisten werden. Manav verspricht Mansi, sie gegen alle Widerstände zu heiraten – dann reist er mit seinem Vater und dessen Gefolge ab nach Bombay.
Mansi kann ihre Liebe zu dem Industriellensohn nicht lange vor ihrem Vater Tara Babu geheim halten – der seiner Tochter trotz großer Bedenken nichts abschlagen will. Sie reisen nach Bombay zu einem Überraschungsbesuch auf dem Anwesen der Mehtas – Manavs Familie nutzt die Gelegenheit, die armen Provinzler zu demütigen. Der Streit wird immer hitziger und ergreift schließlich die Patriarchen: Tara Babu ohrfeigt Jagmohan in seinem eigenen Haus. Beide sind nach eigenem Empfinden zutiefst gedemütigt worden und Sohn und Tochter springen jeweils ihrem Vater bei. Schon um der Familienehre willen sagen sie sich voneinander los.
Die tieftraurige Mansi begegnet dem Musikproduzenten Vikrant Kapoor (Anil Kapoor), der die Musik ihres Vaters schamlos plagiiert – oder wie er es ausdrückt: „remixt“. Der fröhliche Zyniker Vikrant nimmt Mansi unter Vertrag und baut sie zum Superstar aus – Teil ihres Vertrags ist allerdings, dass sie sich drei Jahre nicht verlieben oder gar heiraten darf. Den abgewiesenen Manav versucht Vikrant von seinem Star fernzuhalten, schließlich hält er selbst um ihre Hand an, was ihr Vater akzeptiert. Das verlobte Paar reist nach Kanada, wo Mansi an den MTV World Awards teilnehmen soll.
Manav ist immer noch überzeugt, dass Mansi zu ihm zurückkehrt und zieht sich in ein Landhaus seines Vaters zurück. Das Haus fängt Feuer und Manav riskiert sein Leben, um einen Schal von Mansi aus dem Feuer zu retten. Da sieht auch sein Vater ein, dass er dem Glück seines Sohnes nicht im Weg stehen will – er versöhnt sich mit Mansis Vater Tara Babu. Mansi liest in Kanada von Manavs Tat, will sich aber immer noch nicht eingestehen, dass sie ihn liebt. Schließlich ist es ausgerechnet Vikrant, der seine Braut vor dem Standesamt zu Manav schickt. Denn wie ihm seine Mutter immer gesagt hat: „Wahre Liebe bedeutet Opfer“: